# Les Lèvres qui mentent
Pour les articles homonymes, voir Faithless (homonymie).
Pour plus de détails, voir Fiche technique et Distribution.
Les Lèvres qui mentent (titre original : Faithless) est un film américain réalisé par Harry Beaumont, sorti en 1932.

## Synopsis
Carol Morgan, une riche mondaine, traverse la Grande Dépression en séparant de Bill Wade mais finit par se remettre avec lui.

## Fiche technique
- Titre : Les Lèvres qui mentent
- Titre original : Faithless
- Réalisation : Harry Beaumont
- Scénario : Carey Wilson, d'après le roman Tinfoil de Mildred Cram
- Société de production et de distribution : Metro-Goldwyn-Mayer
- Photographie : Oliver T. Marsh
- Montage : Hugh Wynn
- Direction artistique : Cedric Gibbons
- Costumes : Adrian
- Pays de production : États-Unis
- Format : Noir et blanc - 35 mm - 1,37:1 - Son : mono (Western Electric Sound System)
- Genre : Drame
- Durée : 77 minutes
- Date de sortie :
  - États-Unis : 15 octobre 1932

## Distribution
- Tallulah Bankhead : Carol Morgan
- Robert Montgomery : William 'Bill' Wade
- Hugh Herbert : Mr Peter M. Blainey
- Maurice Murphy : Anthony 'Tony' Wade
- Louise Closser Hale : First Landlady
- Anna Appel : Mrs Mandel, Second Landlady
- Lawrence Grant : Mr Ledyard
- Henry Kolker : Mr Carter
- Sterling Holloway : Photographe (non crédité)

## Galerie

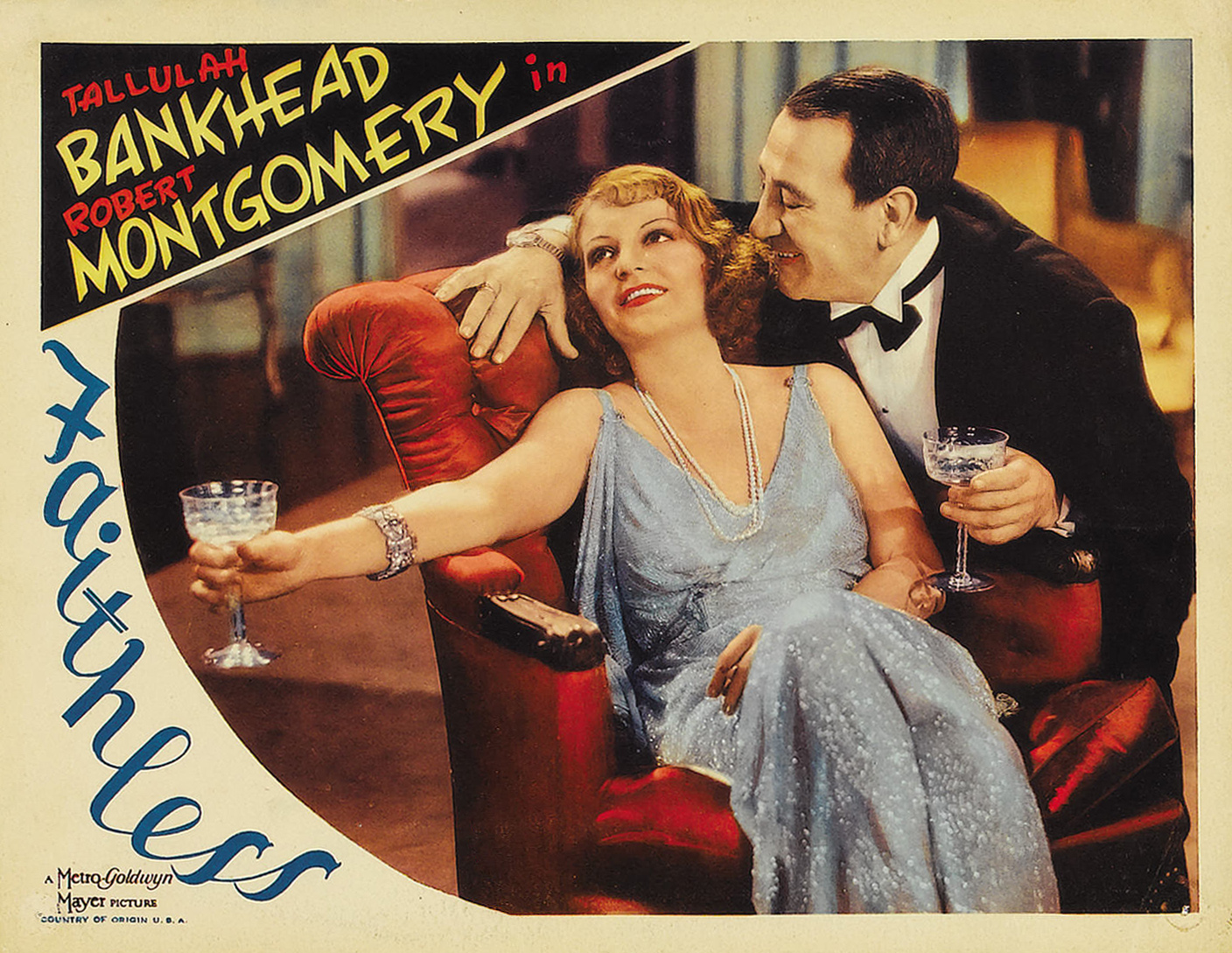
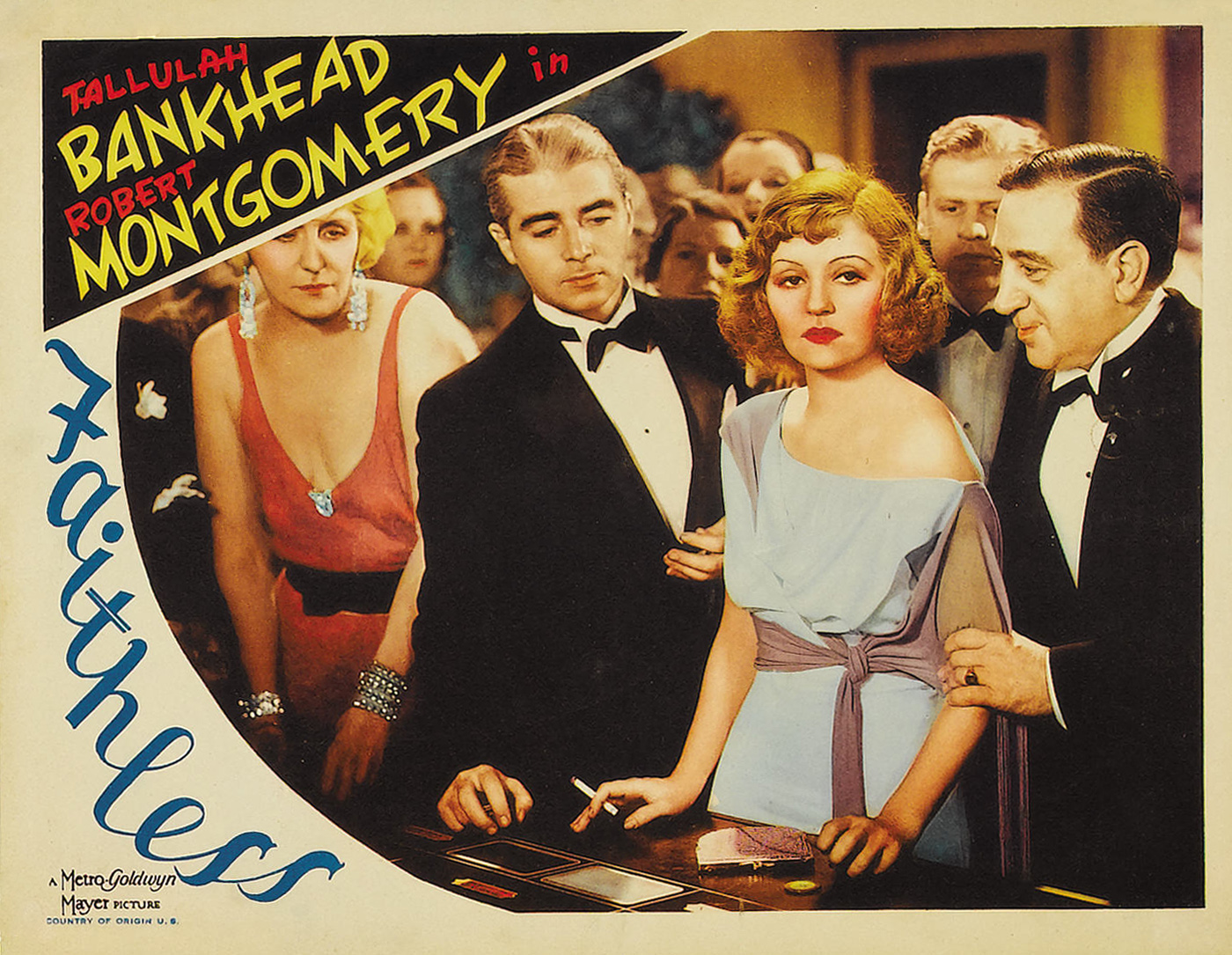
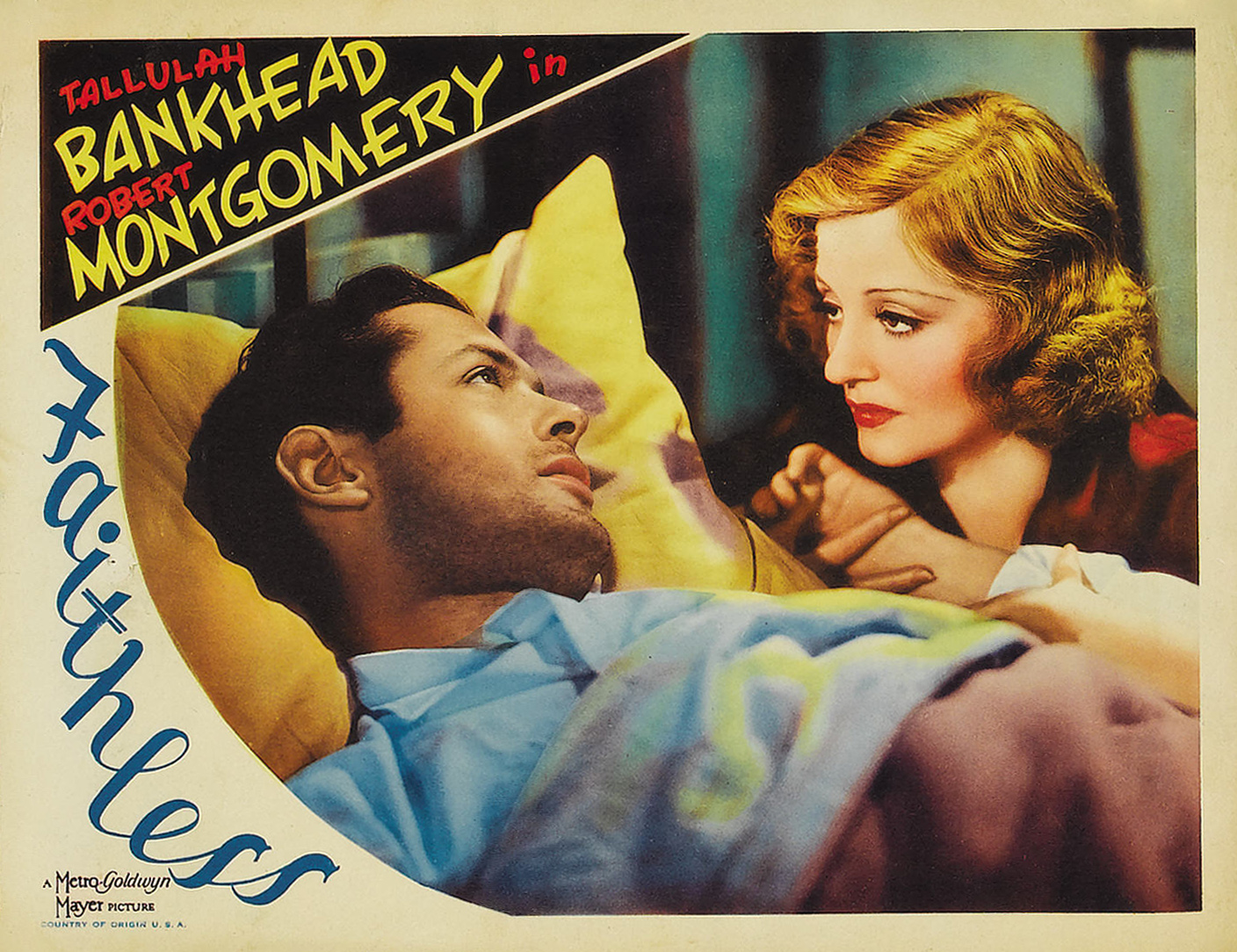
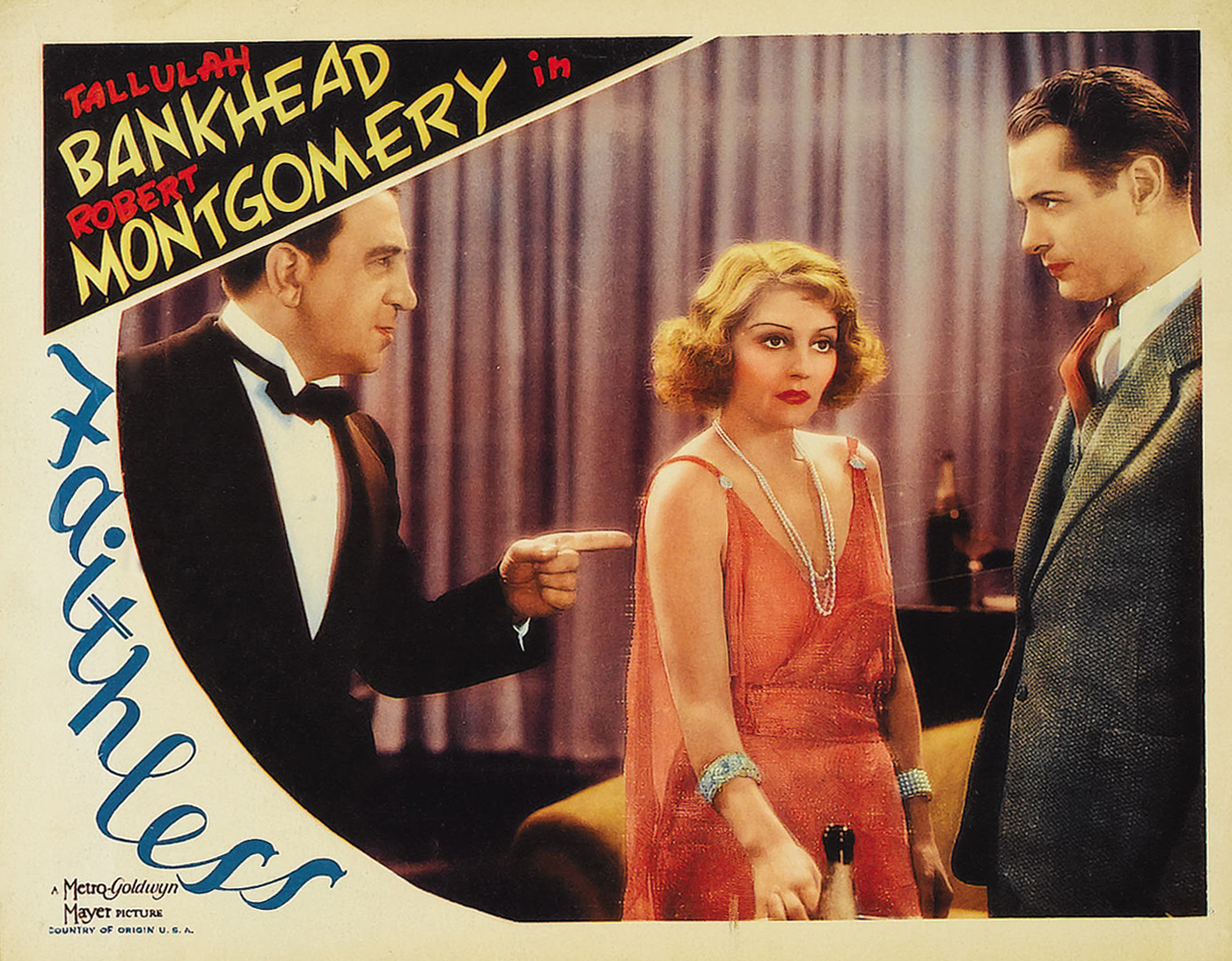
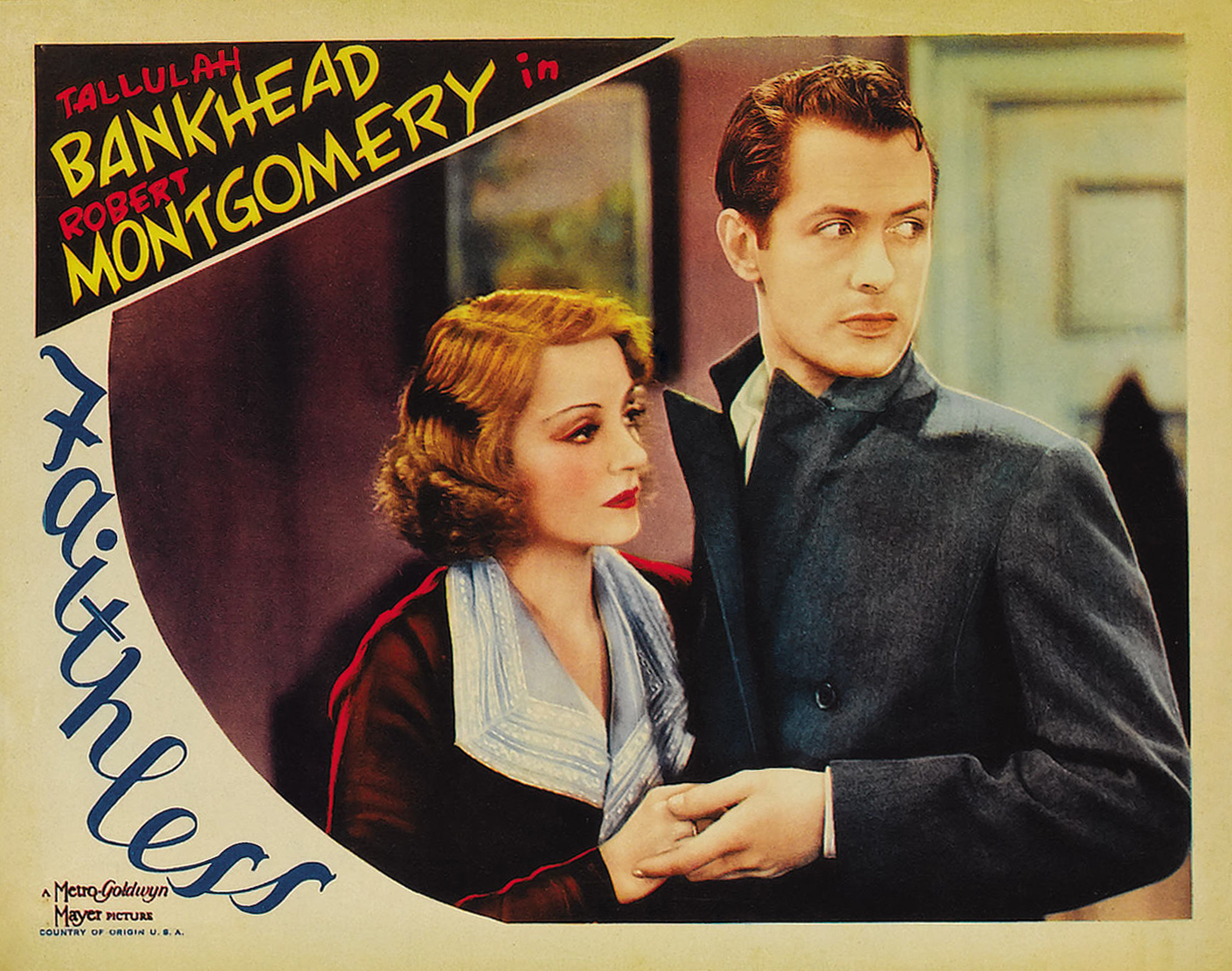